# Igreja de São Pedro (Almargem do Bispo)
A Igreja de Almargem do Bispo, também conhecida por Igreja de São Pedro, locaiza-se em Almargem do Bispo, no Concelho de Sintra, Portugal.